# 엑소시스트: 더 데빌
《엑소시스트: 더 데빌》(영어: The Exorcists)은 2023년 개봉한 미국의 공포 미스터리 스릴러 영화이다.

## 출연

### 주연
- 더그 브래들리 : 패트릭 릴런드 신부 역

### 조연
- 케일라 필즈 : 올리비아 베켓 박사 역
- 빅토르 마라냐 : 라울 코르테즈 신부
- 데니스 더프 : 캐럴라인 수녀 역
- 케이트 호지 : 멜로디 베이츠 목사 역